# Jakowlew Jak-25
Jakowlew Jak-25 (russisch Яковлев Як-25, NATO-Codename Flashlight) ist die Bezeichnung für ein zweistrahliges Allwetter-Abfangjagdflugzeug aus dem Experimental-Konstruktionsbüro (OKB) Jakowlew, das Anfang der 1950er-Jahre entwickelt und in über 600 Exemplaren produziert wurde. Auf der Grundlage dieses Modells entstand später die Jakowlew Jak-28.

## Geschichte
Im Jahre 1950 forderten die sowjetischen Luftstreitkräfte einen nacht- und allwettertauglichen Langstrecken-Abfangjäger. Aus dem Wettbewerb, an dem Mikojan mit der I-320 (Projekt R), Suchoi mit der Su-15, Lawotschkin mit der La-200 sowie Jakowlew mit dem Versuchsmuster Jak-120 teilnahmen, ging letztere als Sieger hervor. Die Jak-120 besaß als einziges der genannten Muster die neuen Axial-TL AM-5, die anderen Entwicklungen wurden von Radial-TL RD-45 oder WK-1 angetrieben. Am 19. Juni 1952 absolvierte dieser Prototyp mit Walentin Wolkow seinen Erstflug. Nach erfolgreichem Abschluss der Erprobung und kleineren Änderungen ging das Muster schließlich 1954 als Jak-25 im Saratower Werk Nr. 292 in Serie. Im September 1954 verließen die ersten Maschinen das Band und 1955 rüstete die erste Einheit der Luftverteidigung auf dieses Muster um. Der Öffentlichkeit wurde die Jak-25 erstmals am 3. Juli 1955 zur traditionellen Luftparade in Tuschino vorgestellt.
Da das ursprünglich vorgesehene Bordradargerät Sokol beim Serienanlauf noch nicht einsatzreif war, erhielten die Maschinen zunächst ein modifiziertes RP-1D-Thorium-Funkmessgerät, das aufgrund seiner Größe den gesamten Bug der Jak-25 beanspruchte; insgesamt entstanden 67 Maschinen dieser Ausführung. Das als freitragender Mitteldecker ausgelegte Flugzeug besaß um 45° gepfeilte Tragflächen mit je zwei Grenzschichtzäunen. Das Leitwerk war ebenfalls gepfeilt.
Das Konstruktionsbüro Jakowlew, das bei der Jak-30 und der Jak-1000 bereits Erfahrungen mit Tandem-Fahrwerken gesammelt hatte, übernahm diese Bauweise für die Jak-25.
Im November 1953 war das Sokol-Bordradar schließlich einsatzbereit. Es bot deutliche Vorteile gegenüber dem in der ersten Serie verwendeten RP-1-Radar; unter anderem konnten nun auch tieffliegende Ziele erfasst werden. Im April 1954 wurde das Gerät in der Jak-120 erprobt und schließlich als RP-6 in die Produktion übernommen. Im Mai 1954 erging die staatliche Order, die mit dem Sokol-Radar ausgerüstete Jak-25 sofort in Produktion zu nehmen. Tatsächlich dauerte die Produktionsumstellung bis zum Januar 1955. Die neuen Flugzeuge wurden nun als Jak-25M bezeichnet und erhielten zugleich verbesserte Triebwerke sowie ein überarbeitetes Waffen- und Treibstoffsystem. Versuchsweise erhielten einige Jak-25M das Gorizont-1-System, mit dem der Waffeneinsatz auch durch bodengestütztes Radar erfolgen konnte; die so modifizierten Maschinen wurden als Jak-25MG bezeichnet.
Anfang der fünfziger Jahre wurden parallel zur Entwicklung neuer Flugzeuge entsprechende Anforderungen nach der Entwicklung von Luft-Luft-Lenkraketen gestellt, für die nunmehr auch die geeigneten Trägermaschinen zur Verfügung zu stehen schienen. Verschiedene Raketenprojekte befanden sich als K-5, K-6, K-51, K-7, K-75 und K-8 in der Entwicklung und umfassten sowohl funkmess- als auch infrarotgelenkte Varianten. Die Konstrukteure von Jagdflugzeugen erhielten nun den Auftrag, diese Raketen und deren zugehörige Ausrüstung in ihre Flugzeuge zu integrieren und diese Waffensysteme zu erproben.
Jakowlew nutzte modifizierte Jak-25M als Raketenträger, wobei die allgemeine Bezeichnung dieser raketenbestückten Maschinen Jak-25K war. Der erste 1955 erprobte Raketenkomplex war die K-5 (RS-1U) des OKB Gruschin. Das Sokol-Radar der Jak-25M wurde durch ein speziell modifiziertes Isumrud-System ersetzt. Die Kanonenbewaffnung wurde entfernt und je ein Paar Pylone für die Raketen zwischen dem Rumpf und den Triebwerksgondeln unter den Tragflächen angebracht. Die so umgestaltete Maschine erhielt die Bezeichnung Jak-25K-5. Die Tests erfolgten parallel zur analog ausgerüsteten Mikojan SP-6 und erwiesen sich als erfolgreich. Beide Typen wurden daraufhin in kleiner Serie gefertigt. Das Mikojan-Muster erhielt dabei die Bezeichnung MiG-17PFU und wurde teilweise bis zum Anfang der siebziger Jahre eingesetzt.
Anfang 1956 wurde dann eine serienmäßige Jak-25M zum Einsatz der K-75-Rakete von I. I. Toporow umgebaut. Diese Jak-25K-75 besaß ebenfalls ein modifiziertes Isumrud-Radar, ein verbessertes Visier ASP-3NM sowie ein überarbeitetes Treibstoffsystem. Die Flugerprobung begann im März und zeigte ein praktisch mit der Jak-25M identisches Verhalten. Einsatztests bestätigten den Nutzwert des Raketen- und Radarsystems, das eine Zielbekämpfung über mehrere Kilometer Entfernung erlaubte; trotz der positiven Resultate ging der K-75-Komplex aber nicht in Serie. Eine weitere Jak-25K-7L wurde mit zwei großen K-7-Raketen erprobt, ging aber ebenfalls nicht in Serie. Das letzte Raketensystem war die K-8 aus dem OKB Bisnowat. Vier Jak-25K-8 entstanden durch den Umbau serienmäßiger Jak-25K-5. Sie besaßen zwei Raketenpylone sowie das für die K-8 optimierte Sokol-2K-Radar. Obwohl diese Jak-25K-8 das leistungsfähigste Muster der Jak-25K-Reihe war, kam sie für eine Produktionseinführung zu spät, da sich die verbesserte Weiterentwicklung Jak-27 bereits erfolgreich in der Flugerprobung befand.
Die Jak-25 war bei den Piloten sehr beliebt, veraltete aber in den sechziger Jahren zunehmend. Das Muster bildete neben dem Jagdflugzeug MiG-19 und dem Bomber Tu-16 das Rückgrat der sowjetischen Luftstreitkräfte in den 50er- und frühen 60er-Jahren. Ab 1963 begann die allmähliche Ablösung der Jak-25 in der Rolle als Abfangjagdflugzeug, die letzten Maschinen wurden 1967 außer Dienst gestellt.
Ab 1957 entwickelte die Sowjetunion auch einen einsitzigen Höhenaufklärer mit der Bezeichnung Jak-25RW (NATO-Codename „Mandrake“), der nach dem Abschuss einer US-amerikanischen U-2 noch einmal modifiziert und 1963 in Dienst gestellt wurde. Dieser war mit den speziell für den Einsatz in großen Höhen modifizierten R11-W300 -Triebwerken ausgerüstet. Im Juli 1959 wurden mit einer Jak-25RW von dem Testpiloten Wladimir Smirnow zwei Welthöhenrekorde aufgestellt: 20.456 m mit 1000 kg Nutzlast und 20.174 m mit 2000 kg Nutzlast.

## Versionen
- Jak-25 – Abfangjagdflugzeug
- Jak-25F – Abfangjagdflugzeug
- Jak-25K – Abfangjagdflugzeug
- Jak-25M – Abfangjagdflugzeug

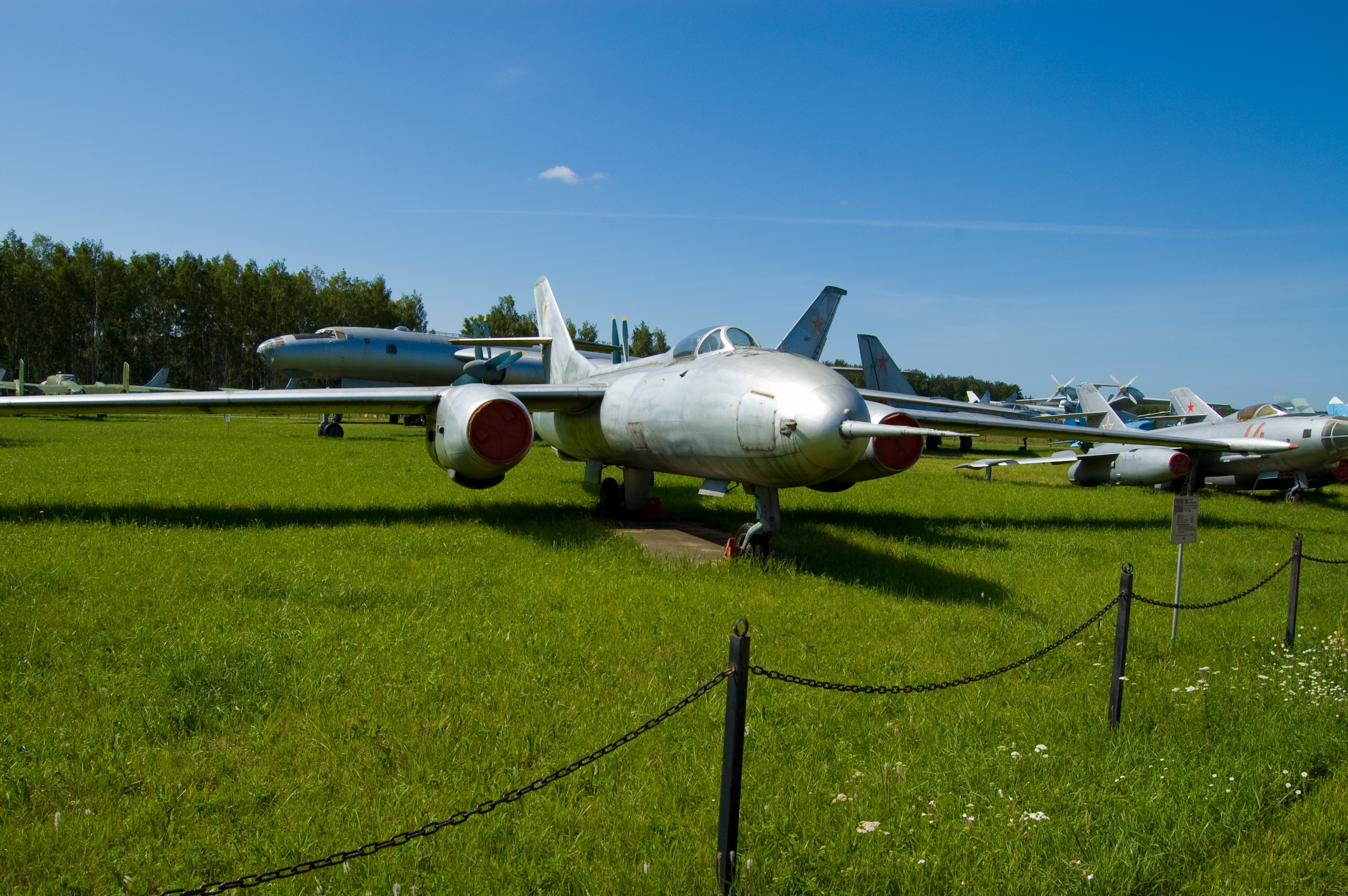
Jak-25RW-II in Monino

- Jak-25MG – Versuchs-Abfangjagdflugzeug
- Jak-25P – Front-Jagdflugzeug
- Jak-25R – Taktischer Aufklärer, auch als Jak-125 bezeichnet
- Jak-25RM – Seeaufklärer
- Jak-25B – Bomber, auch als Jak-125B bezeichnet
- Jak-25RW – Höhenaufklärer
- Jak-25U – Schulflugzeug

Weiterentwicklungen waren die mit stärkeren Triebwerken und veränderten Tragflächen versehenen Jak-26, Jak-27 sowie die ebenfalls in Serie gebaute Jak-28.

## Technische Daten

Dreiseitenriss

| Kenngröße             | Jak-25 (1953)                          | Jak-25M (1955)                        | Jak-25K-75 (1956)                                    |
| --------------------- | -------------------------------------- | ------------------------------------- | ---------------------------------------------------- |
| Konzeption            | Allwetterabfangjagdflugzeug            | Allwetterabfangjagdflugzeug           | Allwetterabfangjagdflugzeug                          |
| Besatzung             | 2                                      | 2                                     | 2                                                    |
| Spannweite            | 10,96 m                                | 10,94 m                               | 10,94 m                                              |
| Länge                 | 15,67 m                                | 15,67 m                               | 15,67 m                                              |
| Höhe                  | 4,35 m                                 | k. A.                                 | k. A.                                                |
| Flügelfläche          | 28,94 m²                               | 28,94 m²                              | 28,95 m²                                             |
| Flügelstreckung       | 4,2                                    | 4,1                                   | 4,1                                                  |
| Leermasse             | 5.678 kg                               | k. A.                                 | k. A.                                                |
| Startmasse            | normal 9.450 kg maximal 11.500 kg      | normal 9.220 kg maximal 10.045 kg     | 8.830 kg                                             |
| Flächenbelastung      | k. A.                                  | 347,00 kp/m²                          | 305,00 kp/m²                                         |
| Höchstgeschwindigkeit | 1.090 km/h in 5.000 m Höhe             | 1.090 km/h in 5.000 m Höhe            | 950 km/h in 10.000 m Höhe 1.000 km/h in 5.000 m Höhe |
| Steiggeschwindigkeit  | 50,00 m/s                              | 44,00 m/s in Bodennähe                | k. A.                                                |
| Steigzeit             | 2,0 min auf 5.000 m 5 min auf 10.000 m | 5,5 min auf 10.000 m                  | 2,5 min auf 5.000 m 6 min auf 10.000 m               |
| Gipfelhöhe            | 14.500 m                               | k. A.                                 | 13.600 m                                             |
| Reichweite            | maximal 2.730 km                       | maximal 2.560 km                      | k. A.                                                |
| Startstrecke          | 735 m                                  | 800 m                                 | 800 m                                                |
| Landestrecke          | 800 m                                  | 850 m                                 | 850 m                                                |
| Flugdauer             | 3:25 h                                 | 3:15 h                                | ?                                                    |
| Triebwerke            | zwei Mikulin AM-5A                     | zwei Mikulin RD-5A                    | zwei Mikulin RD-5A                                   |
| Leistung              | je 19,6 kN                             | je 20,0 kN                            | je 20,0 kN                                           |
| Bewaffnung            | zwei 37-mm-MK N-37L (je 50 Granaten)   | zwei 37-mm-MK N-37L (je 100 Granaten) | vier Luft-Luft-Lenkraketen K-75                      |